# Glyphotriclis ornatus
Glyphotriclis ornatus är en tvåvingeart som först beskrevs av Ignaz Rudolph Schiner 1868.  Glyphotriclis ornatus ingår i släktet Glyphotriclis och familjen rovflugor. Inga underarter finns listade i Catalogue of Life.